# Apus niansae
El vencejo de Nyanza o vencejo Nyanza (Apus niansae) es una especie de ave apodiforme de la familia Apodidae que vive en África oriental.

## Distribución
Se encuentra en Eritrea, Etiopía, Kenia, Somalia, Sudán del Sur, Tanzania y Uganda.